# 福世普济药王庙

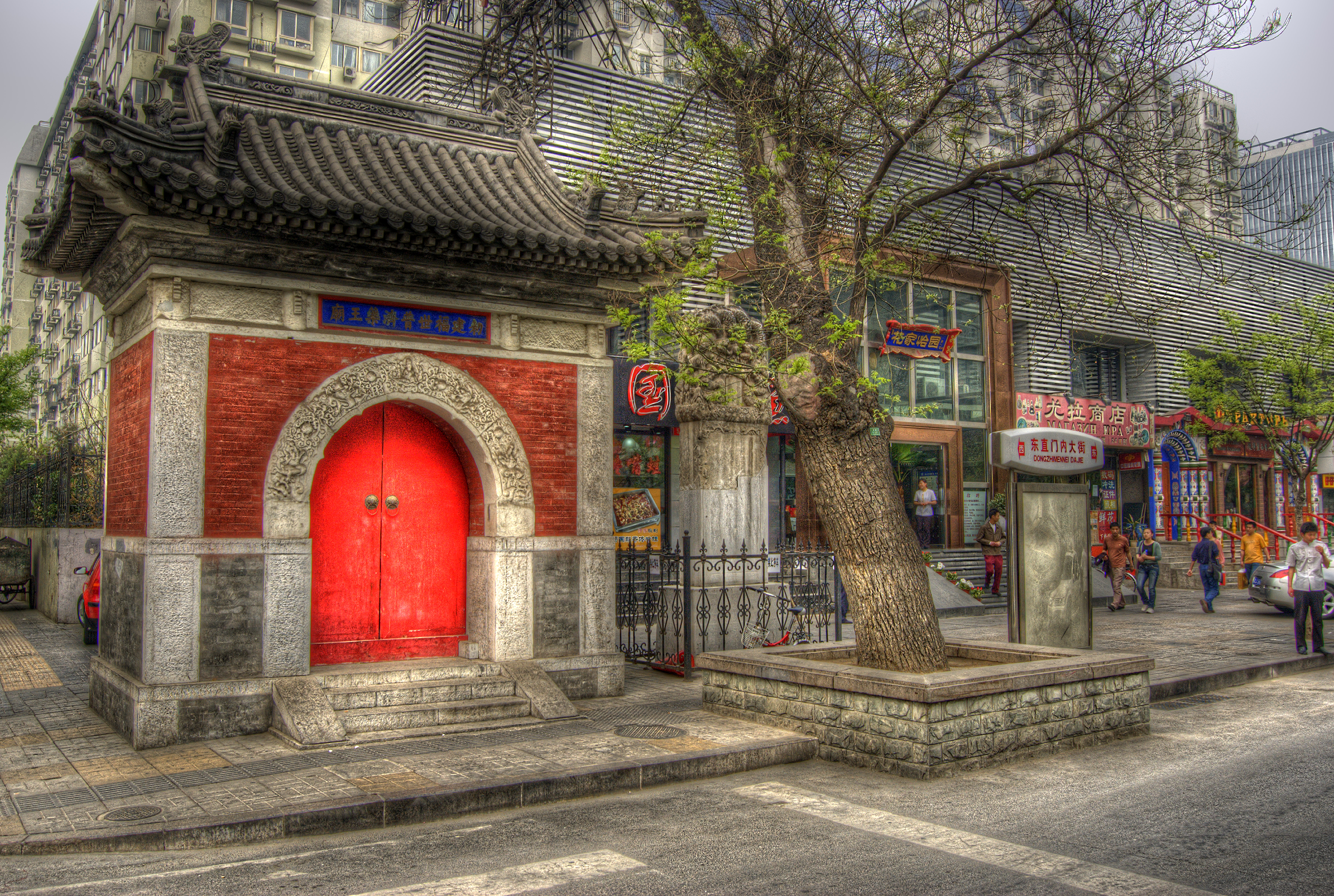
福世普济药王庙山门。旁边立有明朝万历御制碑。

敕建福世普济药王庙，俗称东药王庙或小药王庙，是位于北京市东城区东直门内大街东头路北的一座道教宫观。

## 历史
敕建福世普济药王庙是《宸垣识略》记载的东岳庙下院的药王庙。《宸垣识略》载：“福世药王庙在东直门内街北，明万历有御制碑。”
1940年代，药王庙第三层殿的东跨屋为曹氏私塾。1940年代时，药王庙内还有道士住持。北平和平解放前夕，药王庙仅有一个住庙道士白贤珍。中华人民共和国成立后，曹氏私塾改为益民小学。
2012年，“东药王庙遗存”被列为北京市东城区普查登记文物。

## 建筑
药王庙原有三座大殿。其主要建筑有：
- 山门：山门上方石额内刻“敕建福世普济药王庙”。
- 钟楼、鼓楼：在山门内左右两侧，钟楼悬挂刻有“敕建福世普济药王庙”铭文的大铜钟。
- 前殿：祀释迦牟尼
- 药王殿（中殿）：祀伏羲氏、神农氏，并配祀张仲景、华佗等
- 后殿：两层楼式佛殿，祀观世音菩萨、眼光娘娘和送子娘娘等。[1]

在周边小区改造之前，药王庙尚存部分古建筑遗迹。前两座殿的遗址及白姓道士所居住的西屋，在小区改造前夕先为日月潭酒家，后改为成都谭鱼头火锅城。第三层后殿为上下两层建筑，原来乃祀眼光娘娘、送子娘娘之所，其后另开小门为民居。如今仅存殿前石阶上因滴水而形成的七、八个凹窝，最深的达一寸。
在东直门内危房改造过程中，药王庙的大部分建筑均遭拆毁，仅余山门，后因雨水浸泡及地基不稳而倾倒。政府有关部门乃按原样重建。
药王庙现存山门及2003年发掘出土的明朝万历御制碑。该庙铸于明朝万历丙辰年的古钟已迁至大钟寺古钟博物馆。

## 庙会
每年农历四月二十八日药王诞辰时，香客来庙朝拜。庙前设有庙市，农历每月初一、十五开市，届时庙内外布满商贩，《宸垣识略》载“市皆妇女零用之物”。 